# Změna hry
Změna hry nebo taky v anglickém originále Game Shakers je americký televizní sitcom, který vytvořil Dan Schneider. Vysílán je na stanici Nickelodeon, úvodní díl měl premiéru 12. září 2015. V Česku je vysílan na české mutaci Nickelodeonu.  Seriál se točí kolem dvou sedmaček jménem Babe a Kenzie, které začnou provozovat herní společnost "Pařmeni"; jejich obchodním partnerem se stane rapová superstar Double G. K dalším postavám patří Triple G, syn Doublea G, kterého dívky najmou jako herního poradce, a Hudson, který testuje hry.

## Příběh
Dvě brooklynské studentky Babe a Kenzie vytvoří pro svůj vědecký projekt videohru s názvem "Nebeská velryba". Když se ukáže, že je úspěšná, založí s pomocí svého přítele Hudsona společnost s názvem Pařmeni. Později se všichni tři spřátelí s rapperem Double G, který se stane jejich obchodním partnerem a investorem společnosti. Poté se k nim přidá i rapperův syn Triple G.

## Obsazení
- Cree Cicchino jako Babe, 12letá dívka a spoluzakladatelka Pařmenů
- Madisyn Shipman jako Kenzie, 12letá dívka a spoluzakladatelka Pařmenů
- Benjamin Flores Jr. jako Triple G, syn Doublea G. Díky bohatému otci měl vše, na co si vzpomněl, jeho skutečnou touhou je ale být se svými vrstevníky. Babe a Kenzie ho nakonec najaly jako videoherního konzultanta. V epizodě "Shark Explosion", je řečeno, že jeho skutečné jméno je Grover.
- Thomas Kuc jako Hudson, kamarád Babe a Kenzie a člen Pařmenů
- Kel Mitchell jako Double G, úspěšný rapper a miliardář, jehož skutečné jméno je Gale J. Griffin. Díky Babe a Kenzie se znovu projevuje jeho láska ke hrám a stává se tak hlavním investorem Pařmenů.

## Vysílání
| Řada | Díly | Premiéra v USA | Premiéra v USA    | Premiéra v ČR | Premiéra v ČR   |
| Řada | Díly | První díl      | Poslední díl      | První díl     | Poslední díl    |
| ---- | ---- | -------------- | ----------------- | ------------- | --------------- |
| 1    | 21   | 12. září 2015  | 21. května 2016   | vysíláno      | vysíláno        |
| 2    | 24   | 17. září 2016  | 4. listopadu 2017 | 2017          | 2017            |
| 3    | 18   | 10. února 2018 | 8. června 2019    | 17. září 2018 | 21. června 2019 |